# Franz Schmidt
Franz Schmidt (Pozsony, Osztrák–Magyar Monarchia, 1874. december 22. – Perchtoldsdorf, Ausztria, 1939. február 11.) zeneszerző, cselló- és zongoraművész, kamarazenész, pedagógus, a Bécsi Zeneakadémia (Akademie für Musik und darstellende Kunst in Wien) igazgatója (1925-1927) majd rektora (1927-1931).

## Élete
Élete során magyar nyelvterületeken zeneszerzőként és zenei vonatkozásokban Schmidt Ferenc néven is említették, neve németül és magyarul egyaránt ismert volt. 1874. december 22-én az Osztrák-Magyar Monarchia magyar részének határvidékén, Pozsonyban (Pressburg) született. 
Szülei muzikálisok voltak. Apja, Franz Schmidt (1848-1910) anyai ágon magyar, apai ágon német származású volt, szállítmányozási vállalkozást működtetett. Édesanyja, sz. Ravasz Mária (1853-1931) felmenői magyarok voltak, ő maga is nagyszerűen zongorázott és felismerte gyermeke kiváló adottságait. Zongoraoktatását már korán megkezdte, és megismertette őt J. S. Bach műveivel. A fiú zeneelméletet és orgonajátékot Móczik Józseftől (Felícián atyától), a pozsonyi Ferences templom orgonistájától tanult. 
Az ifjú Franz Schmidt 1888 elején briliáns zongorajátékával feltűnést keltett szülővárosa társasági köreiben, ahol csodagyereknek tekintették. Zongorázni később Theodor Leschetizky is tanította, akivel azonban annak elavult, torzító rubátók jellemezte előadói stílusa miatt csakhamar szakított.
1888-ban döntő változás következett – Bécsbe költözött. A helyváltoztatás oka az volt, hogy a feddhetetlen férfi, idősebb Franz Schmidt érthetetlen módon és váratlanul összeütközésbe került a törvénnyel. Kétségtelen, hogy a családra vetülő árnyék az ifjú Schmidttet lelkileg oly mértékben megviselte, hogy egyik legjellemzőbb tulajdonságára, érzékenységére, és későbbi pszichés állapotára is döntő hatással volt. A tekintélyes és jómódú  Grienauer család házitanítója lett Perchtoldsdorf bei Wienben, ahol később mint már érett Mester telepedett le. 1889-ben anyja és két nővére, Mária és Emma is követte. Később a család élete újra rendeződött, az apa Bécsben könyvelőként helyezkedett el.   
1890-ben beiratkozott a Zenebarátok Társaságának Konzervatóriumába (Konservatorium der Gesellschaft der Musikfreunde), ahol zeneszerzésre Robert Fuchs oktatta, csellózni Ferdinand Hellmesbergernél tanult. 1901 szeptemberétől e tanintézetben, ahol még maga is tanult, már csellóoktatóként is közreműködött. Konservatóriumi tanulmányait 1896-ban, kitüntetéssel fejezte be.

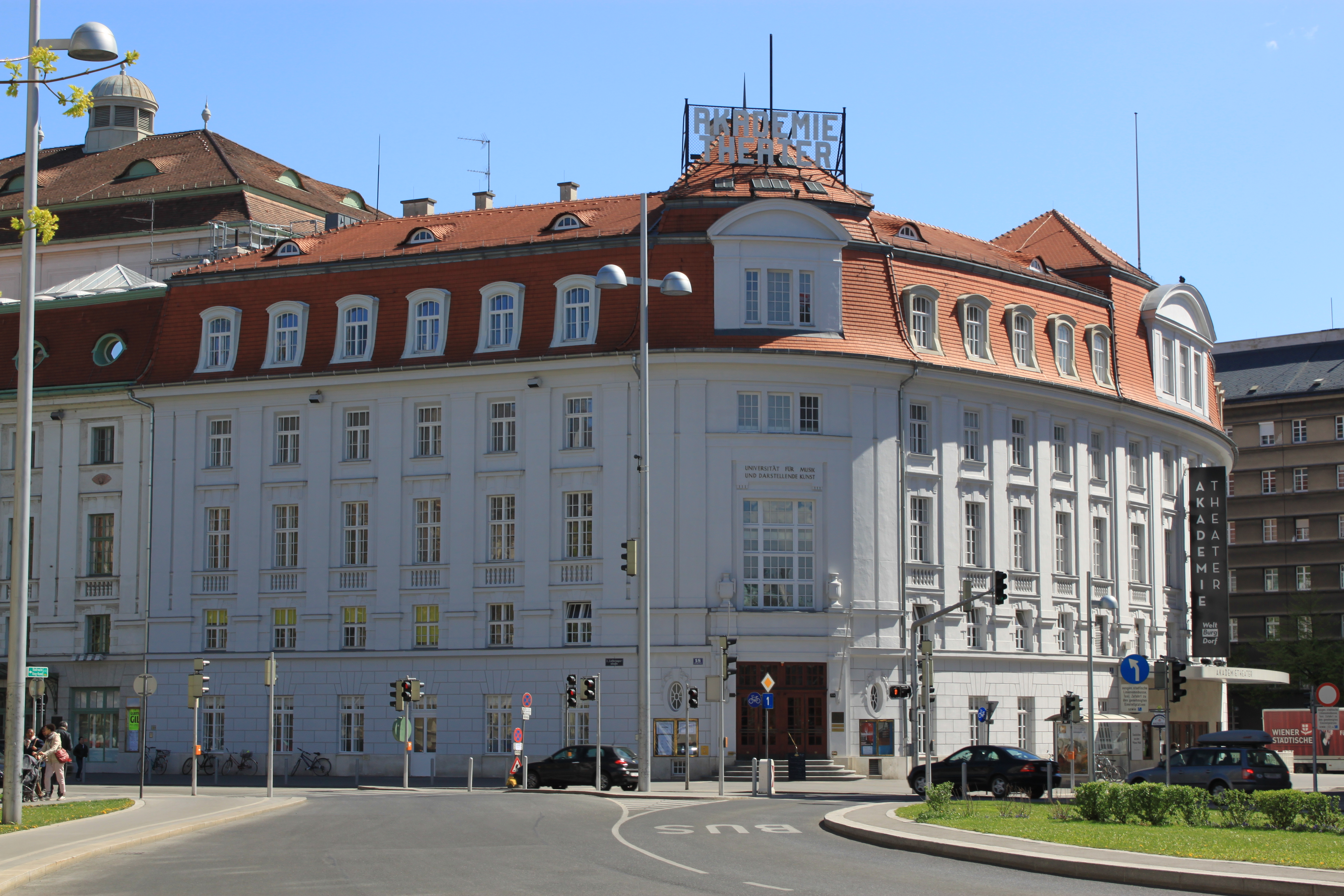
A bécsi Zeneakadémia épülete napjainkban

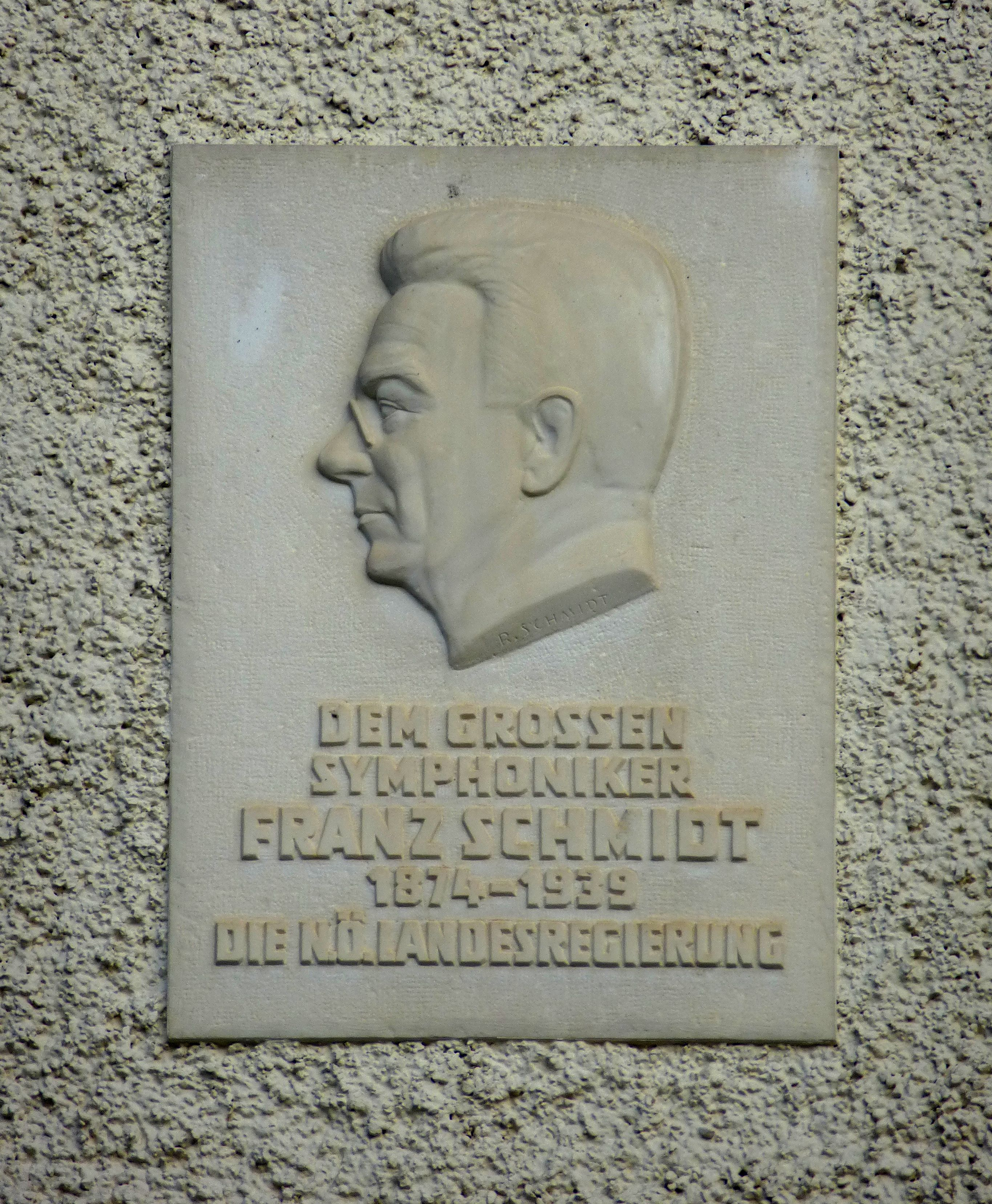
A szimfonikus Schmidt reliefje a perchtoldsdorfi Franz Schmidt villa falán

1896-tól 1911-ig Schmidt a Bécsi Filharmonikusok (Wiener Philharmoniker) tagja volt, és 1914-ig az Udvari Opera Zenekarában (Hofopernorchester, ma: a Bécsi Állami Opera Zenekara /Orchester der Wiener Staatsoper/) szólócsellistaként, kamarazenészként, kísérőként és karmesterként egyaránt elismerték, és ünnepelték. Oskar Adlerral Arnold Schönberg kvartettjében játszott.
1914-ben Schmidt zongoraprofesszori állást kapott a Bécsi Zeneakadémián (Akademie für Musik und darstellende Kunst in Wien – ma: Universität für Musik und darstellende Kunst  Wien/ Zene- és Előadóművészeti Egyetem, Bécs). 1925-ben ugyanott igazgatóvá nevezték ki, 1927-től 1931-ig pedig rektorként tevékenykedett.

„A Schmidt-biografiában az 1925-től kezdődő éveket  mindenekelőtt az állami Zene- és Előadóművészeti Akadémia-i (Akademie für Musik und darstellende Kunst in Wien) kimagasló rangja jellemezte, ahol már 24 éve tanított. Schmidttet 1925. október 1-i dátummal bízták meg igazgatónak, az immár szakfőiskolává vált akadémia vezetésével, 1926-ban kapta meg az „udvari tanácsos” címet.
Betegségei miatt ugyan többször kényszerült az igazgatói feladatok ellátása megszakítására és lemondási kérelme benyújtására, amit végül 1927-ben engedélyeztek. Mégis már az év július 2-án  a professzori kollégium titkos szavazással a rektor méltósággal ruházta fel. Rektornak a következő években is újraválasztották, élénken működött az intézet újjászervezésén, amely azokban az években ismételten megvitatásra került.
A Zeneakadémia 1931-ben főiskolai státuszt kapott  és lezárult Franz Schmidt rektori hivatala; egy zeneszerző mesterosztályt és egy zongorairodalmi speciális osztályt vett át.
Norbert Tschulik: Franz Schmidt”

Zongora-, cselló-, ellenponttan- és zeneszerzés-professzorként a Zeneakadémián számos, később nevessé vált zeneszerző, zenész és karmester tanára volt. Tanítványai közé tartozott többek között Friedrich Wührer zongoraművész, Rudolf Wimmer zeneszerző, Alfred Rosé zeneszerző és karmester, Theodor Berger zeneszerző, Marcel Rubin zeneszerző  és Alfred Uhl zeneszerző, hegedűművész, karmester és zenepedagógus, valamint a kiváló karmester, Herbert von Karajan. De jeles  tanítványai közé tartozott a szintén Pozsony környékén született Rajter Lajos (Ľudovit Rajter), aki egyúttal zeneszerző és zenepedagógus is volt, az Erdélyben született Trózner József zeneszerző, valamint a bécsi születésű Kemény Egon (bécsi Zeneakadémia, 1925) zeneszerző is, aki 1933-tól élete végéig Budapesten élt, és alkotott. További magyar tanítványa volt még Enyedi György zeneszerző, zenetörténész és a somorjai születésű Németh-Šamorinsky István is, aki később Pozsonyban élt.
Franz Schmidttet (Schmidt Ferencet) – külföldön osztrák zeneszerzőnek tekintik. A pozsonyi szülői házban szüleivel, testvéreivel magyarul beszélt, és Magyarországon tett látogatása során is magyarul szólalt meg. Dr. Carmen Ottner interjújában Rajter Lajos arra is emlékezett, hogy magyar versre komponált zenéjét Franz Schmidt mindaddig nem fogadta el, amíg a tanítvány a  magyar nyelv ritmusához nem illesztette.

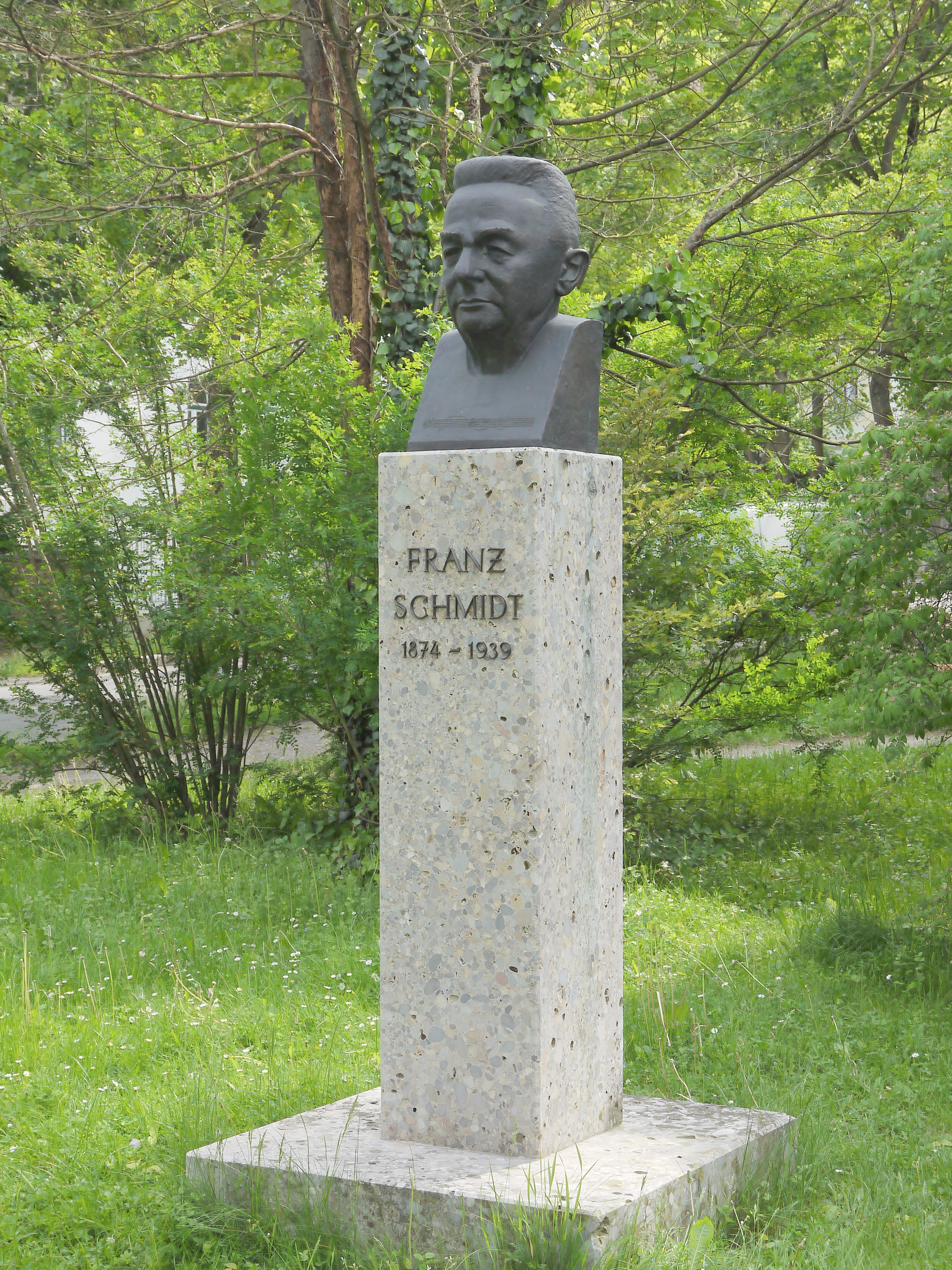
Schmidt mellszobra Wien-Hietzingben, a Franz Schmidt parkban

Egészségi okokból Schmidt 1937-ben befejezte oktatói tevékenységét. Schmidt pedagógusi munkájának széles spektrumát dokumentálja Arnold Schönberg teljes és a maga korában fölöttébb avantgarde-nak tartott művének, a Pierrot Lunaire-nek a bemutatása, amelyet Schmidt 1929-ben az akadémia növendékeivel együtt tanult be. Máskülönben az ú.n. bécsi iskola képviselői és a „későromantikus” Franz Schmidt között alig volt személyes kapcsolat.
Sok kitüntetés bizonyítja az iránta tanúsított nagyrabecsülést: többek között a Ferenc József-rend, valamint a 60. születésnapja alkalmából a Bécsi Egyetem (Universität Wien) által neki adományozott díszdoktori cím (Dr. phil. h. c.). Schmidt tanítványainak elmondása szerint tanáruk csaknem az összes akkor ismert zongoraművet kotta nélkül, fejből játszotta.

Schmidt Ferenc ravatala a Bécsi Zeneegyletben – 1939

Életének utolsó évében a halálos beteg művész még megérte Ausztriának a Német Birodalomhoz történt csatlakozását. Prominens személyiségekkel együtt, a népszavazás alkalmával Schmidt is igent mondott. Schmidtet a nemzeti szocialisták is a legjelentősebb élő osztrák zeneszerzőnek tartották, akkor is, ha őt „a vallásos művészet” képviselőjének tekintették. Schmidt megbízást kapott a „Német feltámadás. Ünnepi dal” (Deutsche Auferstehung. Ein festliches Lied) című kantáta megírására, de ezt nem fejezte be. Schmidt 1938 nyarán és őszén, néhány hónappal a halála előtt – Paul Wittgenstein zongoraművész megrendelésre – még két művet komponált: az A-dúr klarinétkvintettet és a d-moll toccatát.
Prof. dr. Franz Schmidt, udvari tanácsos 1939. február 11-én szívroham következtében perchtoldsdorfi villájában hunyt el.
1939. február 17-én Schmidt földi maradványait a Bécsi Zeneegylet (Wiener Musikverein) Arany termében ravatalozták föl, ezt követően a Károly templomban (Karlskirche) áldották meg, és a Bécsi Központi temető (Zentralfriedhof Wien) díszsírhelyén helyezték végső nyugalomra.

## Fogadtatás
„Schmidt Ferenc, a bécsi mesterkomponista néhány nap előtt történt elhunyta alkalmából:
A nemzetközi zeneművészetet az utolsó félévben ért súlyos csapások:  az orosz mesterdalnok, Baklanoff György és honfitársai: a kitűnő konferanszié és kabaretista Jushny, meg Godovsky Lipót a tüneményes technikájú zongoratitán elhunyta után most újabb hatalmas veszteség érte Franz Schmidt, a német komponisták vezér alakjának sírba-szállásával.
Schmidt Ferencben Bruckner Antal — a néhai nagy osztrák szimfóniaírónak egyenes utódja következett el. Ez a magyar származású, pozsonyi születésű, istenáldotta tehetségű zene-poéta múzsatermékeiben is gyakran elárulja magyar eredetét. Schmidt erősen szárnyaló zenei fantáziával rendelkező, pompás tudású, sajátos természetű, érzékies muzsikus. Bruckner tanítványa, aki a klasszikus formaelemeket modern technikával köti össze és szilárd alapon állva, a modern zeneművészet minden újítását: a gazdag, választékos harmonizációt és a színdús mesteri hangszerelést korlátlanul uralta. Mindenkor újat adott, anélkül, hogy tétován tapogatózó impresszionizmussal kísérletezett volna, a szenzációhajhászástól is távol állt. Szimfóniái, dalművei, kamarazenéje mindmegannyi zenei csúcsteljesítmény.
Schmidt 1874-ben Pozsonyban született. Bécsben, a konzervatóriumban Hellmesberger növendéke volt, a zongoraszakot Epsteinnél végezte el. Írt két kitűnő dalművet: a „Notre Dame”-ot és a „Fredigundis”-t, négy szimfóniát, zenekari variációkat egy magyar huszárnótára, zongora ― zenekari variációkat Beethoven egy témájára, egy zongoraötöst és egy vonósnégyest. Van egy csapat gyönyörű orgonaszerzeménye is.
Schmidt hosszú éveken keresztül volt első cselló-hangversenymestere a bécsi udvari operaháznak. A néhai kitűnő drezdai karnagy: Ernst v. Schuch tűzte elsőként műsorára egy filharmóniai hangverseny keretében, az akkor még bátortalan — minden megbízása mellett is, — félénk Schmidt „Notre Dame” című operájának mámorító, buja, magyaros színezetű invencióteli közjátékát. Azonban a mű átütő sikere dacára sem adatott meg a lehetősége annak, hogy Schmidt kiválhasson az operaházi zenekarból és teljesen a zeneszerzésnek szentelje idejét. Ekkor Max Graf — a jeles bécsi zenekritikus — az osztrák közoktatásügyi minisztériumnak azt javasolta, hogy a fiatal mesternek adjanak ösztöndíjat, mely javaslat azonban süket fülekre talált. Néhány év múlva Schalk Ferencben — a bécsi Hofoper néhai első karnagyában — lelt Schmidt lelkes mentorára, aki gyors egymásutánban adatta elő a Hofoperben a „Notre Dame” című operát és egy filharmóniai hangversenyen Schmidt remekbe-készült második szimfóniáját.
A „Notre Dame” című dalmű zenei nyelvezetéből mintha a csehek zenei atyamesterének szelleme szólna a hallgatóhoz. Schmidt sohasem irt drámai illusztrációs muzsikát, a kényelmes modern minta szerint nem hangsúlyozott ki egyes szavakat, gesztusokat, hanem mindenkor megőrizte művészi önállóságát. Dalműveiben mindig a szöveg ihlettette meg költői képzeletét.
Bécsben Schmidtnek hatalmas zenei tábora, rendkívül lelkes hallgatósága volt. Kitűnő kreációinak Goldmark Károly, a „Sába királynője” című dalmű illusztris szerzője is őszinte csodálója volt.
Schmidt alkotásai fénykorának idejében Bécs még vezető-szerepet játszott a zenei metropolisok soraiban. Akkoriban még Strauss Rikard, Schalk Ferencz, Lőwe Ferdinand, Josef Marx — a kitűnő dal-poéta — és Rosé tanár, a bécsi mesterhegedűsök doyenje működtek Bécsben. Ma az egykori „császárváros,” Haydn, Mozart, Beethoven, Schubert és Brahms hajdani lakhelye, a klasszikus zenei tradíciók városa zeneileg kihalt, korifeusok híján van, művészi felsőbbrendűségéből immár sokai veszített. A német nemzeti szocializmus nem produkált addig újabb zenei szellemet.
Schmidt Ferenc, aki hosszú éveken keresztül igazgatója volt a bécsi zeneakadémiának. nemcsak komponistának volt elsőrendű, hanem cselló- és zongoravirtuóz is egy személyben, és Rose Arnold tanár mellett Bécs első kamarazenésze. Vele most Bécs reprezentáns zenésze tűnt le.
Guttmann Miklós
BRASSÓI LAPOK, 1939. március 5. (45. Évfolyam, 53. szám)”

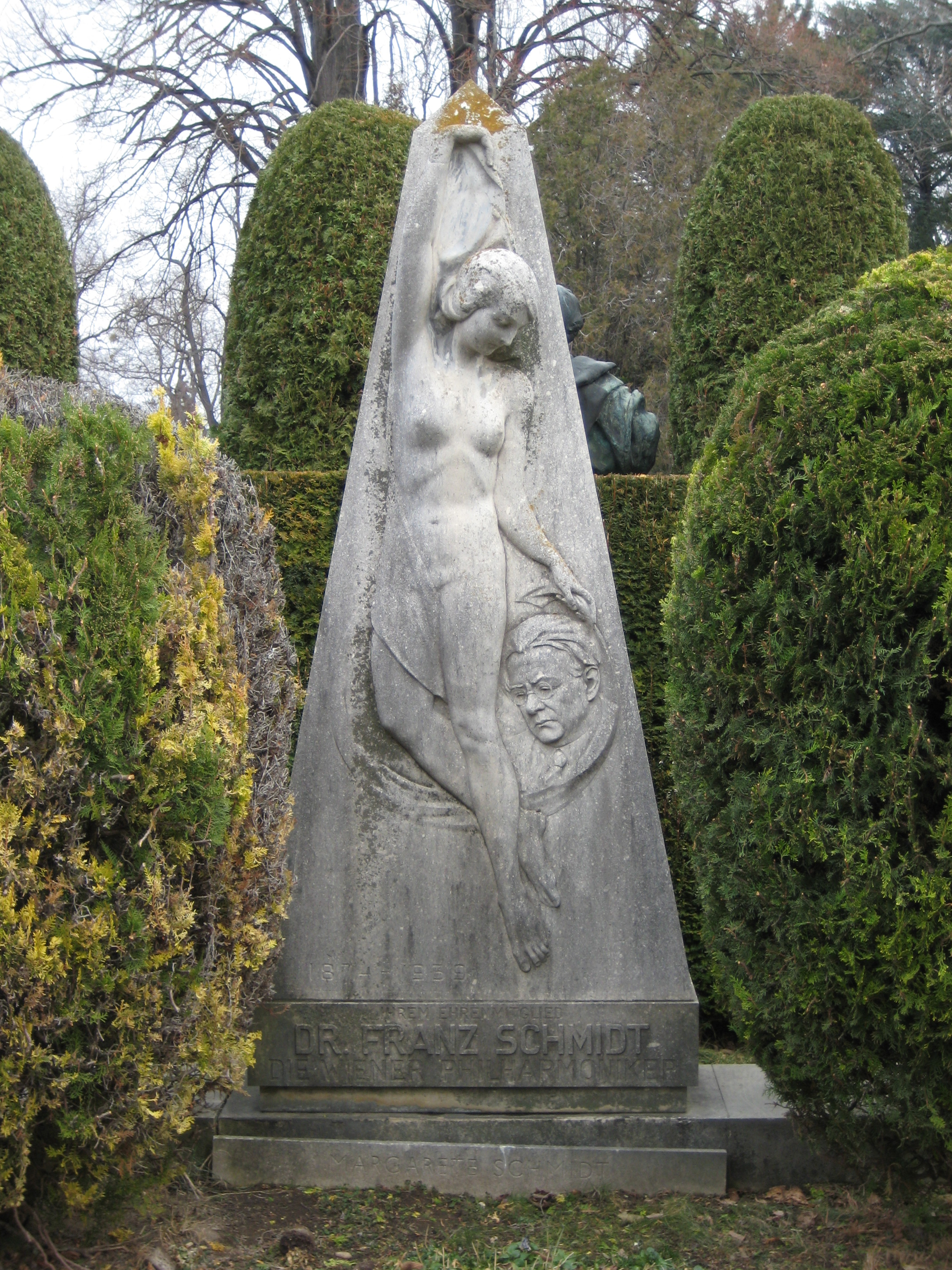
Andre Roder: Schmidt Ferencnek a Bécsi Központi Temetőben található síremléke

1945 után Schmidt műveit és életét az ausztrofasiszta rezsim iránti állítólagos szimpátiája miatt igen kritikusan ítélték meg. Leon Botstein állítása szerint Schmidt életműve az osztrák katolicizmusra épült. Ezáltal Schmidtről egy korrumpálhatatlan és antikozmopolita művész imázsa alakult ki, aki honi gyökereinek a foglya volt. Ebből a magatartásból fakadt az, hogy Schmidtet az 1930-as években az ausztrofasizmus és a nemzeti szocializmus félrevezette, és – mert barátai állítása szerint politikailag naiv, sőt egyenesen apolitikus volt – e félrevezetés ellen időközben megrendült egészségi állapota miatt sem vette fel a harcot.

## Magánélete
Magánélete azonban éles ellentétben állt sikeres szakmai pályafutásával. Házasságon kívül született gyermekét (Ludwig Zirner [1906-1971]) eltitkolni kényszerült, aki hazáját elhagyva, az Illionisi Egyetem zenei igazgatója lett. Franz Schmidt első feleségét, Perszin Karolinát (1880-1942), egy bécsi ideggyógyintézetben (Am Steinhof, Wien) kezeltek, Schmidt élete végéig rendszeresen látogatta. A hihetetlen lelki terhet, közös gyermekükkel, Emmával (1902–1932) együtt viselte, aki kislánya szülése után drámai hirtelenséggel elhunyt. A megtört apa, Franz Schmidt, 4. szimfóniájának a „Rekviem leányomért” (Requiem für meine Tochter) címet adta. Magánélete biztonságát – már betegségeivel küzdve – Margarethe Jirasekkal (1891-1964) kötött második házasságában találta meg. Schmidt halála után, gyógyíthatatlan első felesége a nemzeti szocialisták euthanázia-kampánya áldozatává vált.

## Emlékezete, tiszteletadás
- 1951-ben Bécsben megalakult a Franz Schmidt-Társaság (Franz-Schmidt-Gesellschaft) a zeneszerző életének és életművének tudományos kutatása, e témában tanulmányok megjelentetése és művei bemutatásának a támogatása végett. (E társaság működésének 65. évében, 2017 tavaszán finanszírozási nehézségek miatt feloszlott.)
- Franz Schmidtről Perchtoldsdorfban utcát neveztek el.
- Egykori villája falán két emléktábla hirdeti kiemelkedő zeneművészeti munkásságát.
- Pozsony óvárosában, a szülőháza helyén álló épületet (az Ursulínska, azaz Orsolya utca sarkán) 1965 óta kétnyelvű (szlovák-német) emléktábla jelöli, többek között Rajter Lajos kezdeményezése nyomán.
- A Perchtoldsdorf (Perchtoldsdorfer Marktgemeinde) által 1982 óta működtetett zeneiskola Franz Schmidt nevét viseli (Franz-Schmidt-Musikschule Archiválva 2019. február 12-i dátummal a Wayback Machine-ben).
- 1985-ben a Perchtoldsdorfi Egyházkerületi Főtempom (Pfarrkirche Perchtoldsdorf) új orgonáját Franz Schmidtről nevezték el.
- 2000-ben Perchtoldsdorfban döntés született a Franz Schmidt Zenei Napok (Franz Schmidt-Musiktage) rendszeres megrendezéséről, amelyre 2001 óta minden év tavaszán kerül sor.
- 2001-ben a Wien-Hietzingben található Ernst Krenek parkot Franz Schmidt parkra nevezték át.
- 2005-ben a Franz Schmidt parkban felállították Schmidt mellszobrát.
- 2012. november 4. Composer of the Week: Franz Schmidt (1874-1939), Radio New Zealand (https://www.rnz.co.nz/)
- 2015. május 10. Fórum – Franz Schmidt, alapító: smaragd, momus.hu
- 2019. február 11-én Franz Schmidt halálának 80. évfordulóján, tiszteletére, magyar nyelvű Wikipédia oldal nyílt.
- 2019. június 23-án a Musikverein Archiválva 2019. június 23-i dátummal a Wayback Machine-ben Aranytermében Franz Schmidt halálának 80. évfordulója alkalmából "A hétpecsétes könyv" című oratóriumát adták elő, vezényelt Alois J. Hochstrasser.
- 2019. november 13. Szerző: Zuzana Godárová, Fordította: Böszörményi Péter: Franz Schmidt – Schmidt Ferenc, a zeneszerző, orgona-, zongora- és csellóművész, pozsonyikifli.sk
- 2020- 8. Franz Schmidt Orgonaverseny (Bécs, 2020. szeptember 11-19)
- 2021. április 15. EIFFEL MŰHELYHÁZ – BÁNFFY TEREM, Franz Schmidt: „Notre Dame“ opera, Hangversenyszerű előadás nyilvános lemezfelvétellel, német nyelven, magyar és angol felirattal (Szövegíró: Victor Hugo, A párizsi Notre-Dame című regénye nyomán: Franz Schmidt és Leopold Wilk.)

## Művei

### Operái
- Notre Dame, romantikus opera két felvonásban, szövegét Victor Hugo után Franz Schmidt és Leopold Wilk írta; zenéje 1902 és 1904 között készült el; ősbemutató: Bécs, 1914

„Magyar szerző sikere Németországban.
Az esseni városi színházban nagy sikerrel mutatták be a pozsonyi születésű Schmidt Ferenc romantikus dalművét, a „Notre Dame”-ot, amely két évvel ezelőtt a bécsi udvari Operában került először színre, ugyancsak teljes sikerrel. A Hugo Viktor ismert regénye után készült opera, amely az esseni előadással immár Németországban is hamarosan népszerűvé teszi majd a magyar születésű zeneszerző nevét. Nemcsak mesteri hangszerelése és melódiái invenciója révén sorozható a modern dalműalkotások legértékesebbjei közé, hanem minket speciálisan azért is érdekel, mert Schmidt hellyel-közzel magyar motívumokat visz bele muzsikájába. Sőt megállapították már azt is, hogy az első felvonás zenekari Intermezzo-ja, egy meleg, szélesen elömlő magyar témának lendületes és ragyogó feldolgozása, a dalmű leghatásosabb részlete. Ezt az „Intermezzo”-t a bécsi előadásokon is rendesen megismételtetik. Schmidt nemzeti érzése különben már egyéb munkáiban is, - különösen esz-dúr szimfóniájában, - élénk kifejezést nyert. Egy magyar csárdás-témára irt variációk, ritmikus frissességével, legsikerültebb tétele ennek az alkotásnak, amelynek bemutatását Filharmonikusaink is tervezik. A „Notre Dame” partitúráját Operaházunk is megszerezte előadásra és Kern igazgató a mű bemutatását még erre az évadra tervezi.
MAGYARORSZÁG, 1915.X.22. (22/294)”

- Fredigundis, opera 3 felvonásban, szövegét Felix Dahn után Bruno Warden és Ignaz Welleminsky írta, zenéje 1916 és 1921 között készült el; ősbemutató: Berlin, 1922.12.19.

### Oratóriuma
- A hétpecsétes könyv (Das Buch mit sieben Siegeln) szólókra, kórusra, orgonára és zenekarra, szövege Szent János kinyilatkoztatásai alapján készült; zenéjét a szerző 1935 és 1937 között komponálta; ősbemutató: Bécs, 1938

### Szimfóniái
- I. Szimfónia, E-dúr (1896  –  1899) ősbemutató: Bécs, 1902
- II. Szimfónia, Esz-dúr (1911 – 1913) ősbemutató: Bécs, 1913
- III. Szimfónia, A-dúr (1927  –  1928) ősbemutató: Bécs, 1928 (az 1928. évi, Nemzetközi Schubert-versenyen II. díjat nyert)
- IV. Szimfónia, C-dúr (1932 – 1933) ősbemutató: Bécs, 1934

### Zongoraversenyei
- Fantáziadarab zongorára, zenekari kísérettel (Phantasiestück für Klavier mit Begleitung des Orchesters), B-dúr (Majdnem azonos a Notre Dame közjátékával és karneváli zenéjével, azonban zongorakadenciákkal bővült. Feltehetően az azonos című opera előtt keletkezett.) Ősbemutató a kéziratból: Bécs, Musikverein, 2013. Zongora: Jasminka Stancul, Bécsi Filharmonikusok, karmester: Fabio Luisi
- Konzertvariációk egy Beethoven-témáról zongorára (csak balkézre), zenekai kísérettel (1923) (Konzertante Variationen über ein Thema von Beethoven für Klavier /linke Hand allein/ mit Begleitung des Orchesters) ősbemutató: Bécs, 1924; a kétkezes változatot Friedrich Wührer készítette el (1952)
- Esz-dúr zongoraverseny (csak balkézre) (Klavierkonzert Es-Dur /für linke Hand allein/) (1934) ősbemutató: Bécs, 1935; a kétkezes változatot Friedrich Wührer készítette el (1952)

### További zenekari művei
- Karneváli zene és közjáték a Notre Dame c. operából (1902  – 1903) (Karnevalsmusik und Zwischenspiel aus der Oper Notre Dame) ősbemutató:, Bécs, 1903
- Változatok egy huszárdalra, zenekarra (1930-1931) (Variationen über ein Husarenlied für Orchester)  ősbemutató: Bécs, 1931
- Zenekari cisz-moll chaconne (Orchester-Chaconne cis-Moll); a befejezés éve: 1931; (kézirat)

### Kamarazenéje
- Négy kis fantáziadarab magyar nemzeti dallamokra, csellóra, zongorakísérettel (1892) (Vier kleine Phantasiestücke nach ungarischen Nationalmelodien für Violoncello mit Klavierbegleitung) ősbemutató: Bécs, 1926 (három darab ismert)
- A-dúr vonósnégyes (Streichquartett A-Dur) (1925) ősbemutató: Bécs, 1925
- G-dúr vonósnégyes (Streichquartett G-Dur) (1929) ősbemutató: Bécs, 1930
- G-dúr kvintett zongorára (csak balkézre), két hegedűre, mélyhegedűre és csellóra (1926) (Quintett für Klavier /linke Hand allein/, zwei Violinen, Bratsche und Violoncello G-Dur)  ősbemutató: 1931; a kétkezes változatot Friedrich Wührer készítette el (1954)
- B-dúr kvintett klarinétra, zongorára (csak balkézre), hegedűre, mélyhegedűre és csellóra (1932) (Quintett für Klarinette, Klavier /für die linke Hand allein/, Violine, Bratsche und Violoncello B-Dur) ősbemutató: Bécs, 1933
- A-dúr kvintett klarinétra, zongorára (csak balkézre), hegedűre, mélyhegedűre és csellóra (1938) (Quintett für Klarinette, Klavier (für die linke Hand allein), Violine, Bratsche und Violoncello A-Dur) ősbemutató: Bécs, 1939; a kétkezes változatot Friedrich Wührer készítette el (1952)

### Fúvós művei
- D-dúr változatok és fúga saját témára (1925) (Variationen und Fuge über ein eigenes Thema D-Dur) (Királyi fanfárok a Fredigundisból) (Königsfanfaren aus Fredigundis); 3. változat kizárólag fúvós hangszerekre (Fassung für Bläser allein) ősbemutató: Bécs, 1925

### Orgona- és fúvós művei
- Variationen und Fuge über ein eigenes Thema D-Dur (1925) (Königsfanfaren aus Fredigundis); 4. Fassung für 14 Bläser, Pauke und Orgel, ősbemutató: Bécs: 1925
- Choralvorspiel „Gott erhalte“ für Orgel mit ad libitum hinzutretenden Bläserchor (1933) ősbemutató: Bécs, 1933
- Fuga solemnis für Orgel mit Zutritt von 6 Trompeten, 6 Hörnern, 3 Posaunen, Basstuba und Pauken (1937) ősbemutató: Bécs, 1939

### Zongoraművei
- A-dúr románc (Romanze A-Dur)
- Karácsonyi pasztorálé, A-dúr (Weihnachtspastorale, A-Dur) (=átdolgozott orgonamű)
- Intermezzo, fisz-moll (= az A-dúr kvintett 2. tétele)
- Toccata, d-moll (csak balkézre); készült: 1938-ban, ősbemutató: Bécs, 1940 (kétkezes változat); a kétkezes változatot Friedrich Wührer készítette el (1952)

### Orgonaművei
- Változatok Chr. W. Gluck témájára (Variationen über ein Thema von Chr. W. Gluck) (nyoma veszett)
- Változatok és fúga saját témára, D-dúr (1916) (Variationen und Fuge über ein eigenes Thema D-Dur) (Királyi fanfárok a Fredigundisból) (Königsfanfaren aus Fredigundis), 1. változat
- Fantázia és fúga, D-dúr (1923 – 1924) (Phantasie und Fuge D-Dur) ősbemutató: Wien, 1924
- Változatok és fúga saját témára, D-dúr (1924) (Variationen und Fuge über ein eigenes Thema D-Dur) (Királyi fanfárok a Fredigundisból/ Königsfanfaren aus Fredigundis), 2. változat; ősbemutató: Bécs, 1924
- Toccata, C-dúr (1924) ősbemutató: Bécs, 1925
- Pelúdium és fúga, Esz-dúr (1924) ősbemutató: Bécs, 1925
- Chaconne, cisz-moll (1925) ősbemutató: Bécs, 1925
- Vier kleine Choralvorspiele (1926) ősbemutató: 1926
  - „O Ewigkeit du Donnerwort“, F-Dur
  - „Was mein Gott will“, h-Moll
  - „O, wie selig seid ihr doch, ihr Frommen“, d-Moll
  - „Nun danket alle Gott“, A-Dur
- Fúga, F-Dur (1927) ősbemutató: Bécs, 1932
- Prelúdium és fúga, C-dúr (1927) (Präludium und Fuge C-Dur) ősbemutató: Berlin, 1928
- Négy kis prelúdium és fúga (1928) (Vier kleine Präludien und Fuge) ősbemutató: Berlin 1929
  - Prelúdium és fúga, Esz-dúr (Präludium und Fuge Es-Dur)
  - Prelúdium és fúga, c-moll  (Präludium und Fuge c-Moll)
  - Prelúdium és fúga, G-dúr (Präludium und Fuge G-Dur)
  - Prelúdium és fúga, D-dúr (Präludium und Fuge D-Dur)
- „Der Heiland ist erstanden“ – korálelőjáték (1934) ősbemutató: Bécs, 1934
- Prelúdium és fúga, A-dúr, Karácsonyi pasztorálé (1934) (Präludium und Fuge A-Dur, Weihnachtspastorale) ősbemutató: Bécs, 1934
- Toccata és fúga, Asz-dúr (1935) (Toccata und Fuge As-Dur) ősbemutató: Bécs, 1936

### Kantátája
- Német feltámadás. Ünnepi dal  (Deutsche Auferstehung. Ein festliches Lied) szólókra, kórusra, orgonára és zenekarra, szövegét Oskar Dietrich írta, a zene megírása 1938 és 1939 között abbamaradt, Robert Wagner fejezte be; ősbemutató: Bécs, 1940

## Magyar tanítványai
- Kemény Egon (Bécs, 1905. október 13. – Budapest, 1969. július 23.) zeneszerző.
- Rajter Lajos (Bazin, 1906. július 30. – Pozsony, 2000. július 6.) szlovákiai magyar karmester, zeneszerző, pedagógus.
- Dr. Enyedi György (1905–1969) zeneszerző, zenetörténész

## Kották
- Schmidt, Franz. International Music Score Library Project. (Hozzáférés: 2019. május 17.)

## Fordítás
- Ez a szócikk részben vagy egészben  a   Franz_Schmidt_(Komponist) című német Wikipédia-szócikk fordításán alapul.  Az eredeti cikk szerkesztőit annak laptörténete sorolja fel. Ez a jelzés csupán a megfogalmazás eredetét és a szerzői jogokat jelzi, nem szolgál a cikkben szereplő információk forrásmegjelöléseként.